# III Governo Regional dos Açores

## Composição, nomeação e exoneração do III Governo Regional dos Açores
Os membros do III Governo Regional dos Açores:
| Cargo                                                              | Detentor                                 | Partido | Partido | Período                                        |
| ------------------------------------------------------------------ | ---------------------------------------- | ------- | ------- | ---------------------------------------------- |
| Presidente do Governo Regional dos Açores                          | João Bosco Soares da Mota Amaral         |         | PPD/PSD | 8 de novembro de 1984 a 30 de novembro de 1988 |
| Secretário Regional das Finanças                                   | Álvaro Cordeiro Dâmaso                   |         | PPD/PSD | 8 de novembro de 1984 a 10 de agosto de 1987   |
| Secretário Regional das Finanças                                   | Raúl Gomes dos Santos                    |         | PPD/PSD | 10 de agosto de 1987 a 30 de novembro de 1988  |
| Secretário Regional da Administração Pública                       | António Manuel Goulart Lemos de Menezes  |         | PPD/PSD | 8 de novembro de 1984 a 30 de novembro de 1988 |
| Secretário Regional da Educação e Cultura                          | António Maria de Ornelas Ourique Mendes  |         | PPD/PSD | 8 de novembro de 1984 a 30 de novembro de 1988 |
| Secretário Regional do Trabalho                                    | Manuel Ribeiro Arruda                    |         | PPD/PSD | 8 de novembro de 1984 a 30 de novembro de 1988 |
| Secretário Regional dos Assuntos Sociais                           | Carlos Henrique da Costa Neves           |         | PPD/PSD | 8 de novembro de 1984 a 30 de novembro de 1988 |
| Secretário Regional da Agricultura e Pescas                        | Adolfo Ribeiro Lima                      |         | PPD/PSD | 8 de novembro de 1984 a 30 de novembro de 1988 |
| Secretário Regional do Comércio e Indústria                        | António Clemente Pereira da Costa Santos |         | PPD/PSD | 8 de novembro de 1984 a 30 de novembro de 1988 |
| Secretário Regional dos Transportes e Turismo                      | Tomaz Garcia Duarte Júnior               |         | PPD/PSD | 8 de novembro de 1984 a 30 de novembro de 1988 |
| Secretário Regional do Equipamento Social                          | Germano da Silva Domingos                |         | PPD/PSD | 8 de novembro de 1984 a 30 de novembro de 1988 |
| Subsecretário Regional da Integração Europeia e Cooperação Externa | Carlos Bicudo Freitas da Silva           |         | PPD/PSD | 8 de novembro de 1984 a 5 de dezembro de 1986  |

1. ↑  Decreto do Ministro da República de 8 de Novembro de 1984; exonerado por Decreto do Ministro da República de 30 de Novembro de 1988
2. ↑  Decreto do Ministro da República de 8 de Novembro de 1984; exonerado por Decreto do Ministro da República de 10 de Agosto de 1987
3. ↑  Decreto do Ministro da República de 10 de Agosto de 1987
4. 1 2 3 4 5 6 7 8  Decreto do Ministro da República de 8 de Novembro de 1984
5. ↑  Decreto do Ministro da República de 8 de Novembro de 1984; exonerado por Decreto do Ministro da República de 5 de Dezembro de 1986